# 감쇠비
감쇠비(減衰比, damping ratio)는 보통 ζ (제타)로 표시되는 이계 상미분 방정식의 주파수 응답 특성을 나타내는 값이다.
질량 m, 감쇠계수 c, 강성 k인 감쇠조화진동계의 감쇠비는 다음과 같다.
{\displaystyle \zeta ={\frac {c}{2{\sqrt {km}}}}={\frac {c}{2m\omega _{n}}}}

## 미분방정식에서 감쇠비의 의미
감쇠조화진동의 지배방정식은 다음과 같다.
{\displaystyle m{\ddot {x}}+c{\dot {x}}+kx=0,}이것을 {\displaystyle {\ddot {x}}}항의 계수{\displaystyle m}으로 나머지 항들을 나누고,
{\displaystyle {\ddot {x}}+{c \over m}{\dot {x}}+{k \over m}x=0,} 계속해서,
고유진동수 {\displaystyle \,\omega _{n}={\sqrt {k \over m}}\,}와 감쇠비{\displaystyle \,2\zeta \omega _{n}={c \over m}\,} 를 도입하고, 소멸미분연산자(Annihilated Differential Operator)를 대입하면,
{\displaystyle x=e^{sx},{\dot {x}}=se^{sx},{\ddot {x}}=s^{2}e^{sx}\,}로 가정하면,
{\displaystyle s^{2}e^{sx}+{c \over m}se^{sx}+{k \over m}e^{sx}=0}
{\displaystyle e^{sx}(s^{2}+{c \over m}s+{k \over m})=0}
{\displaystyle }따라서, 특성방정식은 다음과 같다.
{\displaystyle s^{2}+2\zeta \omega _{n}s+\omega _{n}^{2}=0}
{\displaystyle s}의 해를 찾으려면 2차 방정식에 근의 공식을 대입하면,
{\displaystyle s={\frac {-2\zeta \omega _{n}\pm {\sqrt {(2\zeta \omega _{n})^{2}-4\omega _{n}^{2}}}}{2}}}
{\displaystyle s=-\zeta \omega _{n}\pm {\frac {\sqrt {2^{2}\zeta ^{2}\omega _{n}^{2}-2^{2}\omega _{n}^{2}}}{\sqrt {2^{2}}}}}
이를 정리하면,
{\displaystyle s=-\zeta \omega _{n}\pm \omega _{n}{\sqrt {\zeta ^{2}-1}}}

### 과감쇠(과도감쇠)
특성방정식이 두 개의 실근이 있을 때를 과(도)감쇠(overdamped)라고 하며, 이때 응답은 지수로 감소하며, 진동은 발생하지 않는다.
{\displaystyle x(t)=e^{-\zeta \omega _{n}t}\left[Ae^{{\sqrt {\zeta ^{2}-1}}\omega _{n}t}+Be^{-{\sqrt {\zeta ^{2}-1}}\omega _{n}t}\right]}
여기서 A와 B는 초기조건에서 결정되는 상수이다.

### 임계감쇠
임계감쇠(critically damped)는 감쇠비 {\displaystyle \zeta =1}인 경우로 특성방정식은 하나의 실근(중근)을 가지며, 과감쇠와 저감쇠의 경계가 된다. 과감쇠와 마찬가지로 응답이 지수로 감소하며, 진동이 발생하지 않는다.
초기조건 {\displaystyle x(0)=x_{0}}, {\displaystyle {\dot {x}}(0)={\dot {x}}_{0}}을 갖는 임계감쇠일 땐 미분방정식의 해는 다음과 같다.
{\displaystyle x(t)=e^{-\omega _{n}t}\left[x_{0}+t^{2}+{\dot {x}}_{0}t\right]}

### 저감쇠(과소감쇠)
특성방정식이 두 개의 허근을 갖는 경우를 저감쇠(과소감쇠)(underdamped)라고 하며, 이 때는 진동이 발생한다. 즉, 응답은 지수로 감소함과 동시에 진동을 한다....
초기조건 {\displaystyle x(0)=x_{0}}, {\displaystyle {\dot {x}}(0)={\dot {x}}_{0}}에 해는,
{\displaystyle x(t)=e^{-\zeta \omega _{n}t}\left[x_{0}\cos {\omega _{D}t}+{\frac {{\dot {x}}_{0}+\zeta \omega _{n}x_{0}}{\omega _{D}}}\sin {\omega _{D}t}\right]}
여기서 감쇠진동수 ωD는 다음과 같다.
{\displaystyle \omega _{D}=\omega _{n}{\sqrt {1-\zeta ^{2}}}}

## 같이 보기
- 감쇠
- 조화진동자